# Raja velezi
Raja velezi är en rockeart som beskrevs av Chirichigno F. 1973. Raja velezi ingår i släktet Raja och familjen egentliga rockor. IUCN kategoriserar arten globalt som otillräckligt studerad. Inga underarter finns listade i Catalogue of Life.